# Neoantistea
Neoantistea là một chi nhện trong họ Hahniidae.